# The Complete Peerage
The Complete Peerage, raccourci pour The Complete Peerage of England, Scotland, Ireland, Great Britain, and the United Kingdom Extant, Extinct, or Dormant (en français : La pairie complète d'Angleterre, Écosse, Irlande, Grande-Bretagne, et Royaume-Uni existante, éteinte ou dormante) dont la première édition est publiée en 1910 par George Edward Cokayne, est un guide complet de l'aristocratie titrée des Îles Britanniques. Il y est très souvent fait référence par les historiens sous l'abréviation CP.
Le Complete Peerage est généralement considéré comme supérieur au Debrett's Peerage et au Burke's Peerage, particulièrement dans le domaine de la généalogie, mais souffre de sa complexité et de son coût élevé. Il est néanmoins l'ouvrage le plus précis, et est largement reconnu comme la plus importante réalisation britannique dans le domaine de la généalogie. Les commentaires les plus intéressants sont souvent dans les notes de bas de page. 
À l'origine édité en 14 volumes, il est également disponible en disque compact. Les treize premiers volumes ont été réimprimés en impression offset sur six volumes en 2000, avec un volume 14, qui est une brève mise à jour pour la période 1938-1995.